# Pearns Hill
Pearns Hill bildet zusammen mit Mosquito Hill eine Halbinsel im Westen der Insel Antigua, im Inselstaat Antigua und Barbuda.

## Geographie
Der Hügel erreicht eine Höhe von 108 m. Er liegt vor der Westküste der Insel auf einer Halbinsel. Er gehört zum Parish Saint Mary.
Geologisch gehört er zu einer Hügelkette, die sich beinahe kreisförmig um den Five Island Harbour mit der Hermitage Bay zieht. Im Süden liegt die Mosquito Cove. Im Osten erstreckt sich Jennings.
Die Halbinsel ist stark gegliedert. Ganz im Westen liegt das Kap Pearns Point. Von dort zieht sich die Pearns Bay bis Barkers Cellar und die Küste dann weiter bis Stony Horn an der Nordspitze der Halbinsel. Von dort verläuft die Küste nach Osten in der Hermitage Bay.
Im Süden öffnet sich The Cove beim Mosquito Hill zur Mosquito Cove. Vor der Westspitze der Halbinsel liegen noch weitere winzige Felseneilande. 